# RT Aurigae
RT Aurigae är en ensam stjärna i södra delen av stjärnbilden Kusken. Den har en  genomsnittlig skenbar magnitud av ca 5,75 och är svagt synlig för blotta ögat där ljusföroreningar ej förekommer. Baserat på parallax enligt Gaia Data Release 3 på ca 1,8 mas, beräknas den befinna sig på ett avstånd på ca 1 500 ljusår (ca 473 parsek) från solen. Den rör sig bort från solen med en heliocentrisk radialhastighet på ca 20 km/s.

## Egenskaper
RT Aurigae är en gul till vit superjättestjärna av spektralklass F8 Ib, Den har en massa som är ca 4,4 solmassor, en radie som är ca 35 solradier och har ca 1 200 gånger solens utstrålning av energi från dess fotosfär vid en effektiv temperatur av ca 6 100 K.

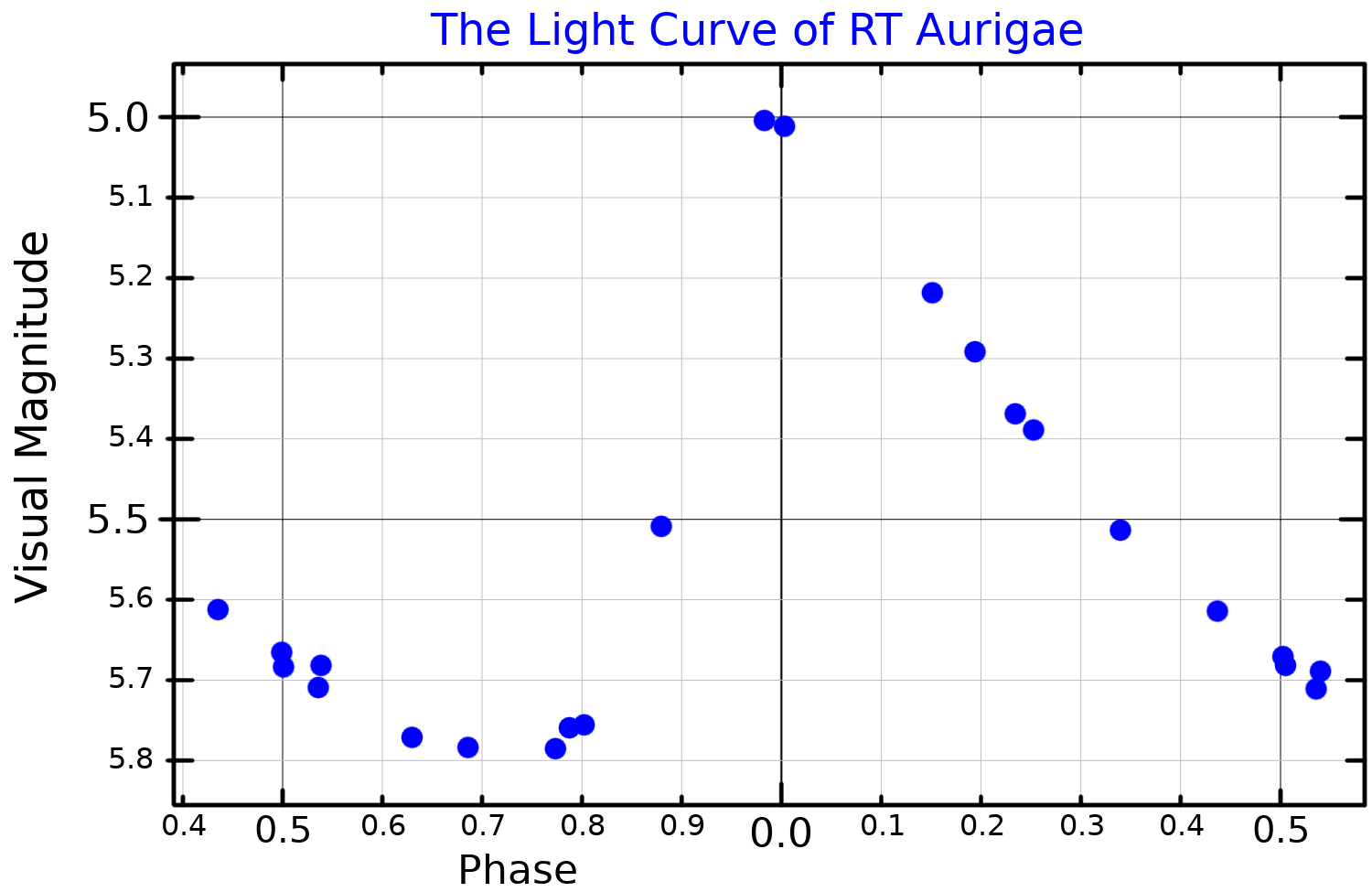
Ljuskurva i visuella bandet för RT Aurigae, plottad från Kiss (1998).

RT Aurigae är en klassisk cepheid av spektraltyp F till G som varierar från magnitud +5,00 till +5,82 med en period på 3,728309 dygn. Variabiliteten upptäcktes 1905. Stjärnan erkändes snabbt som medlem i klassen av Cepheidvariabler, men deras natur förstods inte vid tiden. Förändringar i radiell hastighet upptäcktes motsvarande luminositetsvariationer, men tanken att dessa orsakades av stjärnpulseringar och temperaturförändringar avfärdades till stor del till förmån för en dubbelstjärnas omloppsrörelser. Mer exakta observationer visade så småningom bortom allt tvivel att variationerna i ljusstyrkan orsakades av pulseringar i stjärnornas atmosfärer, där stjärnorna var minst och hetast nära maximal ljusstyrka.
RT Aurigae har misstänkts vara en spektroskopisk dubbelstjärna, men detta har inte bekräftats. Det starkaste beviset kom 2013 med hjälp av  optisk interferometri. Följeslagaren skulle vara 6,7 magnituder svagare än primärstjärnan och svalare och svagare än en huvudseriestjärna av spektraltyp F0. De två stjärnorna ligger separerade med 2,1 millibågsekunder.